# Mrmoš
Mrmoš (cyr. Мрмош) – wieś w Serbii, w okręgu rasińskim, w gminie Aleksandrovac. W 2011 roku liczyła 762 mieszkańców.